# Tonie Campbell
Anthony Eugene Campbell, detto Tonie (Los Angeles, 14 giugno 1960), è un ex ostacolista statunitense.

## Palmarès

### Giochi olimpici
- 1 medaglia:
  - 1 bronzo (Seul 1988 nei 110 metri ostacoli)

### Mondiali indoor
- 1 medaglia:
  - 1 oro (Indianapolis 1987 nei 60 metri ostacoli)